# Amarsipus carlsbergi
Amarsipus carlsbergi és una espècie de peix marí i l'única del seu gènere i de la família dels amarsípids.

## Etimologia
Amarsipus prové dels mots grecs a (sense) i marsipos (sac) i fa referència a la seua manca de sacs faringis.

## Descripció
El cos, translúcid i sense coloració (només se'n coneixen larves i joves), fa 21,2 cm de llargària màxima. Aletes dorsals amb 10-12 espines curtes a la part anterior i 22-27 radis tous més allargats a la part posterior. Aleta anal amb 1 espina i 27-32 radis tous. Aletes pectorals amb 17-19 radis. Les aletes pelvianes són jugulars i presenten 1 espina i 5 radis tous. Absència d'aleta adiposa. 45-47 vèrtebres. Absència de sacs faringis. 100-150 escates a la línia lateral. 18-21 branquiespines.

## Alimentació
El seu nivell tròfic és de 3.

## Hàbitat i distribució geogràfica
És un peix marí, pelàgic, nerític (entre 30 i 130 m de fondària), de clima tropical (14°N-20°S, 49°E-142°W) i, probablement, un migrador interzonal, el qual viu a la conca Indo-Pacífica: Moçambic, el Vietnam, el mar de la Xina Meridional, el mar de la Xina Oriental, el Japó, Austràlia (Queensland), el mar del Corall i les illes Hawaii.

## Observacions
És inofensiu per als humans, el seu índex de vulnerabilitat és baix (16 de 100) i no forma part del comerç de peixos ornamentals.